# Autopista Duarte
La Autopista Juan Pablo Duarte (DR-1) es una de las principales vías de comunicación terrestre en la República Dominicana. Conecta la ciudad capital, Santo Domingo, con la provincia de Santiago de los Caballeros, considerada la segunda más importante del país.
En su extremo sur, la DR-1 comienza como el Expreso John F. Kennedy en Santo Domingo. Al salir del centro de la ciudad a la altura del kilómetro 9, toma el nombre de Autopista Juan Pablo Duarte. Luego, al llegar a su punto medio en Santiago, la vía pasa a denominarse Autopista Joaquín Balaguer.
El nombre Juan Pablo Duarte honra al principal prócer de la Independencia Dominicana, conocido como el "Padre de la Patria".

## Historia
Esta obra de infraestructura fue concebida e iniciada por el gobierno de los Estados Unidos durante la Ocupación estadounidense de la República Dominicana (1916-1924) formalmente iniciada en 1917 y finalmente inaugurada el 6 de mayo de 1922 cuando por primera vez se conectó la parte sur del país con la parte norte. Específicamente la ciudad capital de Santo Domingo con la región más rica en términos de producción agrícola: El Valle del Cibao.
La construcción de la autovía se inició durante el período de Joaquín Balaguer y se terminó con Leonel Fernández en 1997. Las renovaciones y mejoras han continuado desde entonces estando en etapas de construcción.
Antes de la construcción de esta vía los ciudadanos se movilizaban por tren entre las ciudades de Puerto Plata (costera) y Santiago de los Caballeros, o en barco desde Puerto Plata, Barahona y ciudades costeras hacia Santo Domingo, capital del país.
La construcción de esta carretera significó un importante cambio en toda la zona.

## Intersecciones principales
| Ciudades                     | Intersecciones principales | Distancia desde Santo Domingo |
| ---------------------------- | -------------------------- | ----------------------------- |
| Santo Domingo                | DR-4, DR-3                 | 0 kilómetros, comienza aquí   |
| Villa Altagracia             | _                          | 42 kilómetros                 |
| Piedra Blanca                | DR-Ruta 17                 | 66 kilómetros                 |
| Bonao                        | _                          | 85 kilómetros                 |
| Concepción de la Vega        | DR-Ruta 21                 | 125 kilómetros                |
| Santiago de los Caballeros   | DR-Ruta 25, DR-Ruta 14     | 155 kilómetros                |
| Villa Bisonó                 | DR-5                       | 180 kilómetros                |
| San Fernando de Monte Cristi | DR-Ruta 45                 | 270 kilómetros, termina aquí  |

## Reconstrucción de la vía
Actualmente la vía se encuentra en modernización por parte de Obras Públicas como, reasfalto y señalización en obras como la solución vial del KM9.Esta reconstrucción tiene un coste de 18 mil millones de pesos.